# HD 49674

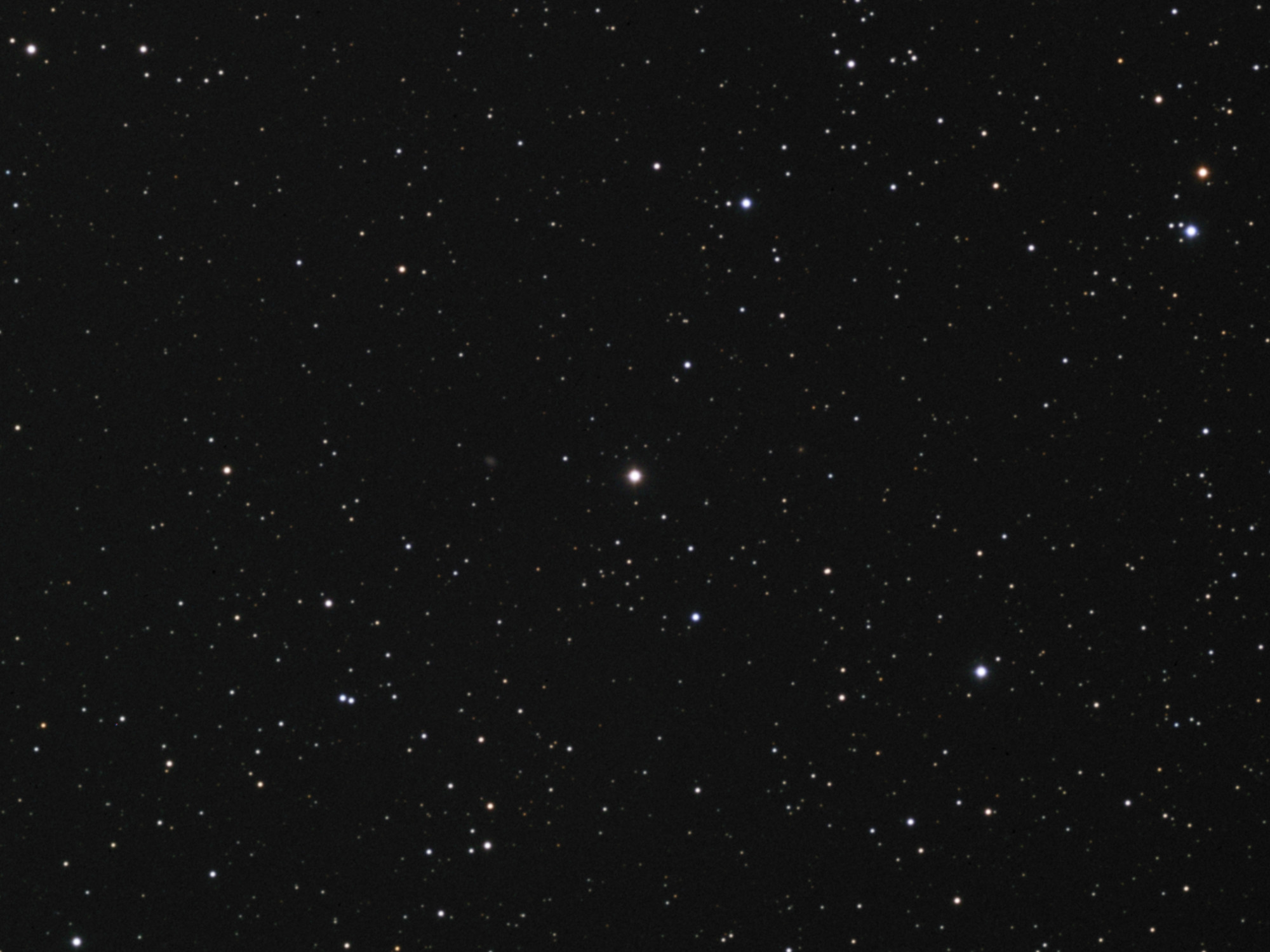
Campo estelar ao redor de HD 49674

HD 49674 é uma estrela na constelação de Auriga. Tem uma magnitude aparente visual de 8,10, portanto não é visível a olho nu. Com base em medições de paralaxe pela sonda Gaia, está localizada a aproximadamente 141 anos-luz (43 parsecs) da Terra. Não possui estrelas companheiras conhecidas.

## Características
Esta é uma estrela de classe G da sequência principal (anã amarela) com um tipo espectral estimado de G5V. Modelos evolucionários indicam que é mais massiva e maior que o Sol, com cerca de 106% da massa solar e 104% do raio solar, com uma idade estimada de 3,6 bilhões de anos. A estrela possui uma temperatura efetiva de 5 660 K, menor que a solar, e uma luminosidade aproximadamente igual à solar. Sua metalicidade, a abundância de elementos mais pesados que o hélio, é muito alta, com uma proporção de ferro equivalente a 190% da solar.

## Sistema planetário
Em 2000, HD 49674 foi incluída no programa de busca por planetas extrassolares do Observatório Keck, com base em sua alta metalicidade. Em 2003 foi publicada a descoberta de um planeta orbitando a estrela, detectado a partir de 24 dados da velocidade radial da estrela entre dezembro de 2000 e fevereiro de 2002, obtidos pelo espectrógrafo HIRES, no Telescópio Keck I. A solução orbital indicava uma semiamplitude de apenas 14 m/s, correspondendo a uma massa mínima de 0,12 vezes a massa de Júpiter (MJ), a menor massa que já tinha sido calculada para um planeta detectado por velocidade radial. A estrela continuou sendo monitorada pelo programa do Observatório Keck, e em 2006 foi publicada uma solução orbital atualizada, baseada em 39 dados de velocidade radial de até janeiro de 2006.
O planeta, denominado HD 49674 b, é um gigante gasoso orbitando muito perto da estrela, a uma distância de apenas 0,058 UA. Sua órbita tem período de 4,95 dias e excentricidade próxima de zero, consistente com uma órbita circular. A massa mínima do planeta, de 0,105 MJ, é intermediária entre a massa de Netuno (0,053 MJ) e a de Saturno (0,299 MJ). Planetas próximos de suas estrelas possuem chances relativamente altas de trânsito, mas observações fotométricas de HD 49674 descartaram essa possibilidade.
| Planeta | Massa             | Semieixo maior (UA) | Período orbital (dias) | Excentricidade |
| ------- | ----------------- | ------------------- | ---------------------- | -------------- |
| b       | >0,105 ± 0,011 MJ | 0,0580 ± 0,0034     | 4,94737 ± 0,00098      | 0,087 ± 0,095  |